# Marco Bertolotto
Marco Bertolotto (Quiliano, 8 settembre 1959) è un politico italiano ex Presidente della Provincia di Savona e sindaco di Toirano.

## Biografia
Laureato in medicina e chirurgia, ha seguito diversi corsi di specializzazione sia in ambito medico/chirurgico sia nel management sanitario. Prima dell'impegno politico è stato Direttore Responsabile dell'Unità di Terapia del Dolore e Cure Palliative dell'Ospedale Santa Corona di Pietra Ligure.
È artefice di un gemellaggio con la comunità cristiana di Rumbek nel sud Sudan ottenendo il finanziamento del progetto dalla Presidenza del Consiglio dei ministri e l'attenzione di Papa Giovanni Paolo II, che lo ha ricevuto ad ottobre 2003.

## Attività politica
Eletto sindaco nel comune di Toirano (SV) per due mandati (dal 1995). Durante il suo secondo mandato ha suscitato un animato dibattito la proposta della sua Giunta di realizzare un inceneritore di rifiuti sul territorio comunale.
Fu eletto Presidente della Provincia nel turno elettorale del 2004 (elezioni del 12 e 13 giugno), raccogliendo il 50,6% dei voti in rappresentanza di una coalizione di centrosinistra. Durante il 2007 perse l'appoggio dei due consiglieri provinciali dello SDI. A giugno 2008 annunciò la sua uscita dal Partito Democratico in seguito alla sua mancata ricandidatura alla carica di Presidente della Provincia alle elezioni amministrative del 2009.
Il 14 novembre 2008, dopo le dimissioni dei consiglieri di maggioranza, l'amministrazione provinciale savonese fu ufficialmente sciolta con la nomina del commissario prefettizio Mario Spanu che resse la carica straordinaria fino alle elezioni amministrative in Italia del 2009.